# Diecezja Geita
Diecezja Geita – diecezja rzymskokatolicka  w Tanzanii. Powstała w 1984.

## Biskupi diecezjalni
- Aloysius Balina † (1984 - 1997)
- Damian Dallu (2000 - 2014)
- Flavian Kassala (od 2016)